# The Empire

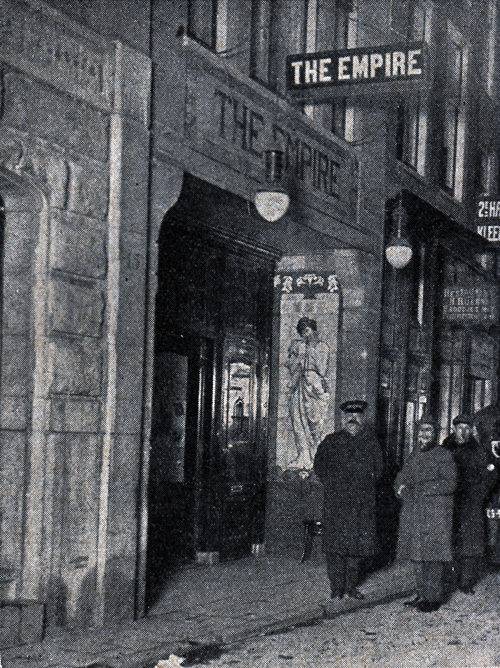
Homobar The Empire aan de Nes 17 in Amsterdam. Foto ca. 1921.

The Empire was een van de oudste met name bekende homocafés van Amsterdam. De zaak bevond zich aan de Nes 17 en werd voor het eerst vermeld in 1911. Het café heette later onder meer Maxim en Bob's-Bar Bodega en bleef tot eind jaren dertig een homoseksueel publiek trekken.
Vaak wordt gedacht dat Café 't Mandje (1927) of de Amstel Taveerne (1964) het oudste homocafé van Amsterdam is, maar al in het eerste kwart van de 20e eeuw waren er ongeveer vijf zaken die als specifieke homobar bekendstonden. The Empire was daarvan de bekendste en is ook de zaak waarover de meeste informatie beschikbaar is.

## The Empire
De eerste vermelding van het café is van eind 1911, toen hoofdinspecteur van politie Chr. Batelt de agenten-in-opleiding van bureau Warmoesstraat meedeelde dat "In die "mannen"-sociëteit, daar vooraan in de Nes" ook minderjarigen schenen te komen en dat hij wilde weten hoe het er daar aan toe ging.
Vervolgens ging een rechercheur poolshoogte in de zaak nemen en het bleek "een sjieke boel. Alles eerste klas, de prijzen ook". Minderjarigen trof hij er niet aan, de bezoekers waren oudere mannen. Volgens de portier waren er ook enkele aparte vertrekken waar men kon kaarten of schaken, maar daar durfde de rechercheur in z'n eentje niet te gaan kijken.
Waarschijnlijk heette de zaak aanvankelijk The Empire, zoals in 1921 nog op de gevel en het uithangbord te zien was. Begin jaren dertig werd het in politierapporten echter aangeduid met de naam Maxim. Klanten noemden het café echter steevast naar de exploitant. Van 1928 t/m 1932 was dat Hermina/Mimi/Mi Lauffer, die voorheen hoerenmadam was geweest.

## Bob's-Bar Bodega
Mi Lauffer droeg het café in 1932 over aan de gebroeders Scheper. Bob Scheper, naar wie de zaak voortaan Bob's-Bar Bodega heette, werd echter door de politie in de gaten gehouden en om die reden fungeerde zijn broer Christaan Scheper als vergunninghouder.
In de zaak ontmoetten ook Johan Ellenberger en enkele vrienden elkaar, die in 1932 de eerste editie van een nieuw Nederlands homotijdschrift uitgaven onder de naam "Wij". Bovendien bereidden zij de oprichting van de "Nederlandsche Vereeniging voor Menschenrecht" voor, die op 23 september 1932 in Bob's-Bar Bodega zou moeten plaatsvinden.
Op 15 september deed de politie echter een grootscheepse blikseminval in de zaak, waarbij een groot aantal rechercheurs en politie-agenten de straat afzetten, de achteringang van de bar bewaakten en vervolgens alle 61 bezoekers met politiewagens naar het hoofdbureau van politie afvoerden. Er konden geen zedendelicten geconstateerd worden, wel waren er drie minderjarigen: een jongen van 20 en twee meisjes van 17 en 20.
De oprichting van de homobelangenorganisatie en de voortzetting van het tijdschrift waren hiermee voorlopig van de baan. Ellenberger kwam in 1939 in contact met Nico Engelschman en bereidde samen met Han Diekmann de oprichting van een nieuw tijdschrift onder de naam Levensrecht voor.

## Latere eigenaren
Mogelijk als gevolg van de politie-inval verkochten de gebroeders Scheper de bar begin 1933 aan ene Piront, die tegenover de politie had beloofd om geen homoseksuelen in zijn zaak toe te laten. Bob Scheper ging verder met café Huize Volendam in de Watersteeg 4-6, wat tot het begin van de Duitse bezetting een zaak voor betergesitueerde homo's bleef.
Het café aan de Nes had ondertussen alweer een nieuwe exploitant, namelijk Toby Rijntalder en zijn vrouw, waarna het ook weer door homo's bezocht werd. Eind 1935 verkochten de Rijntalders de zaak weer en begonnen een animeerbar aan de Amstel 124, waarover de politie rapporteerde: "Deze nieuw geopende zaak van Rijntalder, die tevoren in Nes 17 een "flikkerzaak" had, maakt nu ook weer dien indruk".
De latere eigenaren van de zaak aan de Nes 17 zijn niet bekend, wel dat er nog dermate veel homo's bleven komen dat de zedenpolitie op 16 januari 1937 opnieuw een inval deed. Zeven rechercheurs arresteerden toen zes bezoekers, waaronder een Duitser die het land werd uitgezet.
Tegenwoordig is het pand van het vroegere café The Empire onderdeel van het naastgelegen Rho Hotel.